# Biografielijst Ef

## Efe
- Xenophon van Efese (3e eeuw), Grieks schrijver
- Maximus van Efeze (4e eeuw), heidens Grieks neoplatonist
- Musaeus van Efeze, Oud-Grieks dichter

## Eff

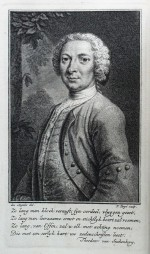
Justus van Effen

- Justus van Effen (1684-1735), Nederlands cursiefjesschrijver
- Stefan Effenberg (1968), Duits voetballer
- Kemal Effendi (19e eeuw), Turks diplomaat
- Mohammed Essad Safvet-Effendi (19e eeuw), Turks diplomaat
- Rena Effendi (1977), Azerbeidzjaans fotografe
- Roestam Effendi (1905-1979), Nederlands politicus van Nederlands-Indische komaf
- Shoghi Effendi, pseudoniem van Shoghí Effendí Rabbání, (1897-1957), behoeder van het bahá'í-geloof (1921-1957)
- Abdu'l-Bah 'Abbás Effend¡ (1844-1921), zoon van de stichter van het bahá'i-geloof
- Antonie (Toon) Effern (1914-2005), Nederlands voetballer
- Wilhelm Fredrik (Wim) Effern (1907-1990), Nederlands atleet
- Friedrich Ludwig von Effinger (1795-1867), Zwitsers politicus
- George Alec Effinger (1947-2002), Amerikaans sciencefictionschrijver
- Philip Effiong (1925-2003), (vice)president van Biafra

## Efl
- Andreas Efler (1967), Oostenrijks carambolebiljarter

## Efo
- Jérôme Efong Nzolo (1974), Belgisch scheidsrechter
- Kimberley Efonye (1994), Belgisch atlete

## Efr
- Conrad Efraim (1945-2006), worstelaar uit Antigua en Barbuda
- Efraïm, tweede zoon van Jozef (Hebreeuwse Bijbel)
- Efrem de Syriër (306-373), Syrisch dichter en kerkleraar
- Inés Efron (1985), Argentijns actrice
- Zachary David Alexander (Zac) Efron (1987), Amerikaans acteur

## Efs
- Mariana Efstratiou (1962), Grieks zangeres